# Lost in Hyperspace
Als Lost in Hyperspace (selten Lost in Hypertext) bezeichnet man das Phänomen der Desorientierung, das Leser bei der Lektüre von Hypertext-Dokumenten erleben können.

## Hypertext
Wenn die Informationen auf Seiten verteilt sind, die nur über Hyperlinks miteinander verknüpft sind, und dem Leser Optionen geboten werden, mit denen er innerhalb des Textes umherspringen kann, weiß er nicht sicher, welche Teile des Textes er noch nicht gelesen hat. Hinzu kommt, dass online bereitgestellte Texte geändert werden können, so dass der Leser jederzeit damit rechnen muss, dass bereits gelesene Texte sich geändert haben, oder gelöscht wurden, und andere hinzugekommen sind. Diese Situation wird von Lesern, die traditionelle Texte gewohnt sind, zuweilen als unbefriedigend empfunden. Sie fühlen sich dann im Textkorpus „verloren“, anstatt die Wahlfreiheit als bereichernd zu empfinden. Außerdem können Links den Leser zum Anklicken von Themen verführen, die ihn von seiner ursprünglichen Intention ablenken – auch wenn ein linear aufgebauter Text vorliegt, der zusammenhängend von vorne nach hinten gelesen werden kann. Die Verführbarkeit des Lesers wird vom kontextabhängigen Online-Advertising ausgenutzt: Werbebanner, Pop-ups usw. locken manche Leser woanders hin.

## Orientierungshilfen
Mechanismen, die bereits für Printmedien verwendet werden, können auch im Hypermediabereich benutzt werden, zum Beispiel ein Inhaltsverzeichnis, Register oder Glossar, sowie Fußnoten bzw. Endnoten. Hypertextsysteme verfügen über eigene Navigationsmechanismen, beispielsweise die Vor- und Zurück-Buttons aktueller Webbrowser oder die so genannte Breadcrumb-Navigation. Allerdings müssen diese Mechanismen vom Leser erst gelernt werden, was durch abweichende Umsetzung in verschiedenen Systemen zusätzlich erschwert wird. Spezielle Orientierungshilfen für Hypertexte wie Suchfunktion, Sitemap, Lesezeichen, History, Tabbed Browsing können das Lost-in-Hyperspace-Dilemma des Lesers zumindest lindern. Eine gelungene Navigation sollte Antworten geben auf die Fragen: Was ist wichtig? Wo finde ich Relevantes? Wo bin ich? Was kann ich hier tun? Wo komme ich her? Wohin kann ich gehen? Wie komme ich weiter, wieder zurück, wieder raus?

## Serendipity
Befürworter des Hypertext-Paradigmas führen außerdem an, dass der Leser bei der Suche nach einer bestimmten Information in einem Hypertextsystem oft auf weitere, ebenfalls interessante Informationen stößt, was nicht als Begleiterscheinung, sondern eine der erwünschten Nutzungsformen gilt. Dieses zufällige Finden von Informationen, nach denen man eigentlich nicht gesucht hat, wird als Serendipity-Effekt bezeichnet. Wer es allerdings gewohnt ist, einen für ihn interessanten Text(korpus) in eins durchzulesen, wird sich mit dieser Sicht der Dinge wohl kaum zufriedengeben.
Da Hypertext eine vergleichsweise neue Form der Informationsdarstellung ist, kann davon ausgegangen werden, dass sich sowohl die Qualität der zu seiner Darstellung verwendeten Programme als auch die Akzeptanz nichtlinearer Texte mit der Zeit verbessern wird.